# Sonora (állam)
Sonora Mexikó egyik szövetségi állama, az ország északnyugati részén, a Kaliforniai-öböltől keletre fekszik. Nyugati szomszédjától, Alsó-Kalifornia államtól a Colorado folyó választja el, keleten Chihuahua állammal, délkeleten Sinaloával határos. Lakóinak száma (2010) kb. 2,7 millió, területe 179 503 km² (ezzel az ország második legnagyobb területű állama). Fővárosa Hermosillo, második legnagyobb városa Ciudad Obregón, legfontosabb kikötője Heroica Guaymas.

## Földrajz

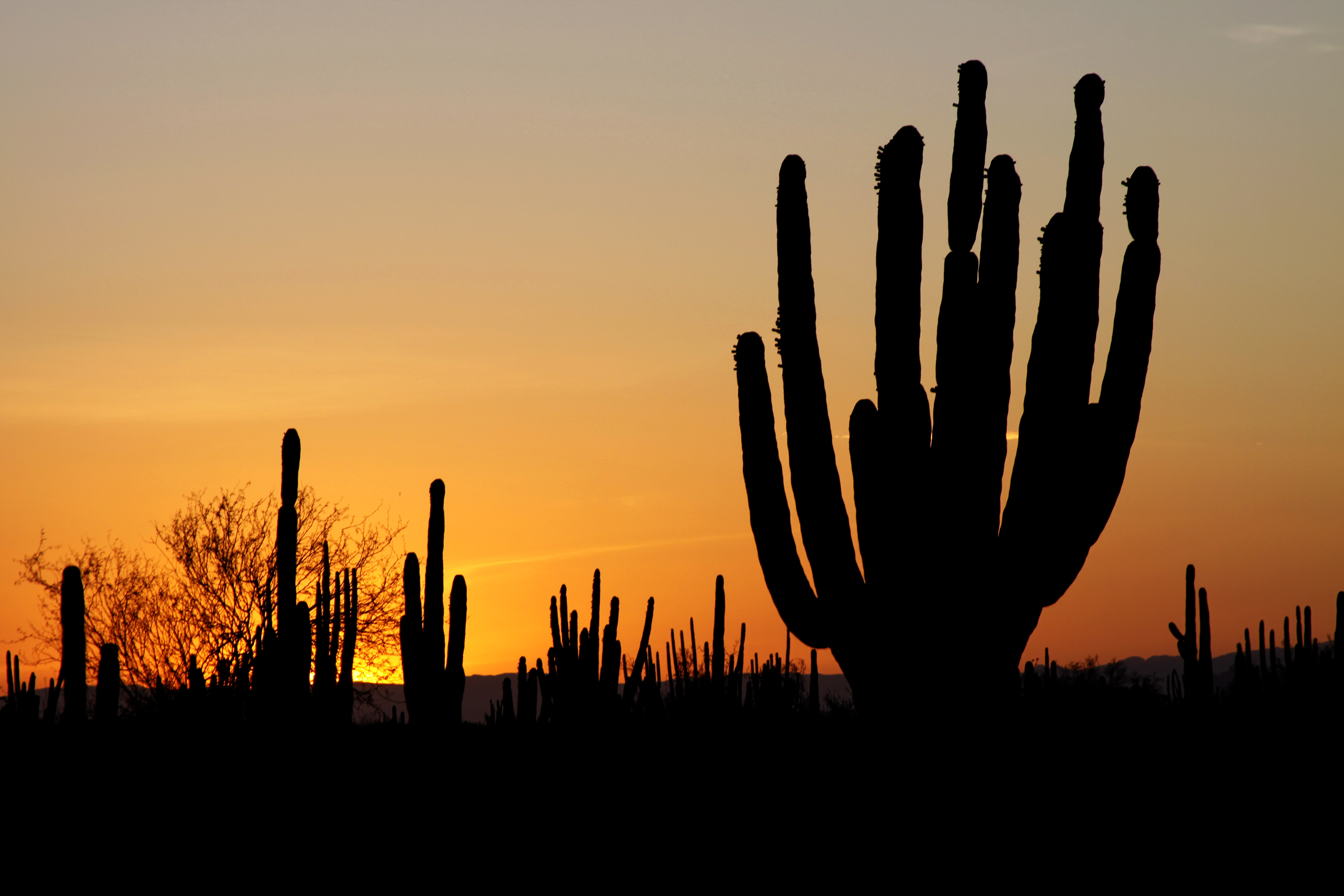
Naplemente a Sonora-sivatagban

Területének nagy része, főként a nyugati vidékek, sivatagos síkságokból és alacsonyabb hegyekből áll: ide is átnyúlik Észak-Amerika egyik legszárazabb vidéke: a Sonora-sivatag. Az Altar-sivatag területén több nagy méretű kráter is megfigyelhető, közülük a legismertebb az El Elegante-kráter. Az állam keleti felén magasabb hegységek (Nyugati-Sierra Madre) húzódnak, itt már erdős területeket is találhatunk. Száraz éghajlata ellenére van néhány jelentős folyója, legnagyobb közülük a messze északról érkező Colorado folyó, de említést érdemel még a Concepción, a San Ignacio, a Sonora és a Yaquí. Több jelentős víztározót és erőművet is építettek rájuk (pl. Álvaro Obregón-víztározó a Yaquín), és öntözésre is használják vizüket.
Éghajlati szempontból több zónára osztható: mintegy 90%-át sivatagos, száraz területek foglalják el, mérsékeltebbek és nedvesebbek a keleti, magasabban fekvő vidékek. Itt (Yécorában) az éves átlaghőmérséklet 12,7 °C, míg a másik végletben, a Navojoa községbeli Tesiában 26,0 °C. A leghidegebb értékek átlaga Yécorában 5,6 °C, a legmelegebbeké 35,2 °C - ez utóbbit Hermosillo községben, Orégano településen mérték.

## Élővilág
Az állam területének mintegy 70%-ában sivatagi élővilág honos, míg mindössze 6-8%-át foglalják el az erdők és a mezőgazdasági területek külön-külön. A biológusok 17-féle növénytársulást különböztetnek meg itt, melyből 8 sivatagi társulás (ebből 7 a Sonora-sivatagban, 1 a Chihuahua-sivatag Sonorába átnyúló részén fordul elő). Ezeket többnyire 4 m-nél alacsonyabb bozótok, kaktuszok, a partvidékeken sókedvelő növények és mangrovék alkotják.

## Népesség
Ahogy egész Mexikóban, a népesség növekedése Sonora államban is gyors, ezt szemlélteti az alábbi táblázat:
| Év   | Lakosság  |
| ---- | --------- |
| 1990 | 1 823 606 |
| 1995 | 2 085 536 |
| 2000 | 2 216 969 |
| 2005 | 2 394 861 |
| 2010 | 2 662 480 |

## Történet
Az elvesztett Mexikói–amerikai háború utáni Gadsden-vétellel a szomszédos Gadsden-terület (1853), a gyéren lakott Sonora különösen, de Mexikó általánosságban a pánlatinizmus kísérleti mezejévé vált. Hogy a „latin-fajt” az észak-amerikaiak előretörése ellen megerősítsék, a francia telepesek 1853-ban Észak-Mexikóban független köztársaságot kiáltottak ki, a vezetőjük gróf Gaston de Raousset-Boulbon volt. 1854-ben a mexikóiak a köztársaságot José María Yáñez tábornok vezetésével Guaymasnál leverték.
1854-ben és 1857-ben kudarcot vallottak a hasonló vállalkozások, a Kaliforniából illetve Alsó-Kaliforniából indított, a kalandor William Walker által vezetett USA-ellenakciók. Ekkorra esik a Sonorai Köztársaság és az Alsó-Kaliforniai Köztársaság fennállása.

## Kultúra
Az államban élő szeri indiánok (valamint kisebb számban a jakik, a majók és a papagók is) az Olneya tesota fájából állatokat ábrázoló dísztárgyakat faragnak, amelyek nem csak a turisták köreiben népszerűek, hanem már művészeti kiállításokra is eljutottak.
Sonora egyik jelképe a Bacanora faluról elnevezett bacanora nevű, agávéből készülő alkoholos párlat, amelyet több száz éve készítenek az államban. Ma eredetvédelemben is részesül, kizárólag Sonora 35 meghatározott községében készíthetik.